# Kraken (mythisch wezen)

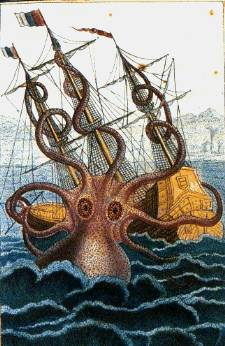
Pen- en wastekening van Pierre Denys de Montfort uit 1810 naar de beschrijvingen van Franse zeelui die meldden aangevallen te zijn door zo'n monster voor de kust van Angola

De kraken (Noors: krake) is een Scandinavisch fabeldier met enorme afmetingen, dat in de zee leeft. Naar men zegt is het waargenomen voor de kusten van Noorwegen en Groenland. Ook is het monster terechtgekomen in de verbeelding van mensen langs de Noord-Amerikaanse kusten.
De naam kraken lijkt op de andere naam van de achtarm, kraak.
Carl Linnaeus noemde kraken als octopus met de wetenschappelijke naam Microcosmus in de eerste uitgave van zijn Systema Naturae (1735), een taxonomische classificatie van levende wezens, maar liet hem weg uit latere uitgaven.
Het monster werd beschreven door Erik Pontoppidan, bisschop van Bergen, in zijn boek over de Natuurlijke Historie van Noorwegen uit 1755.

## Werkelijk bestaan?

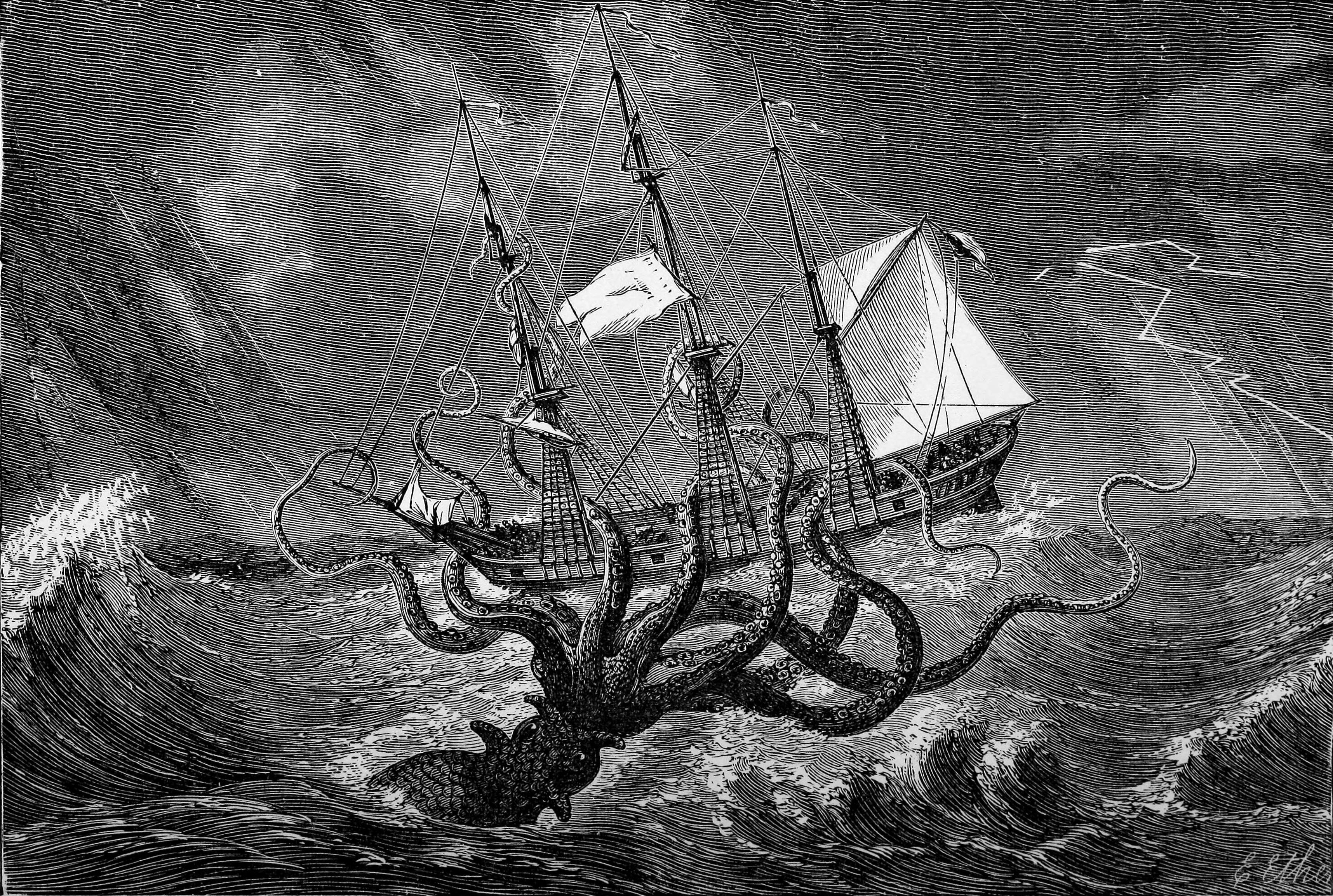
De kraken valt een schip aan

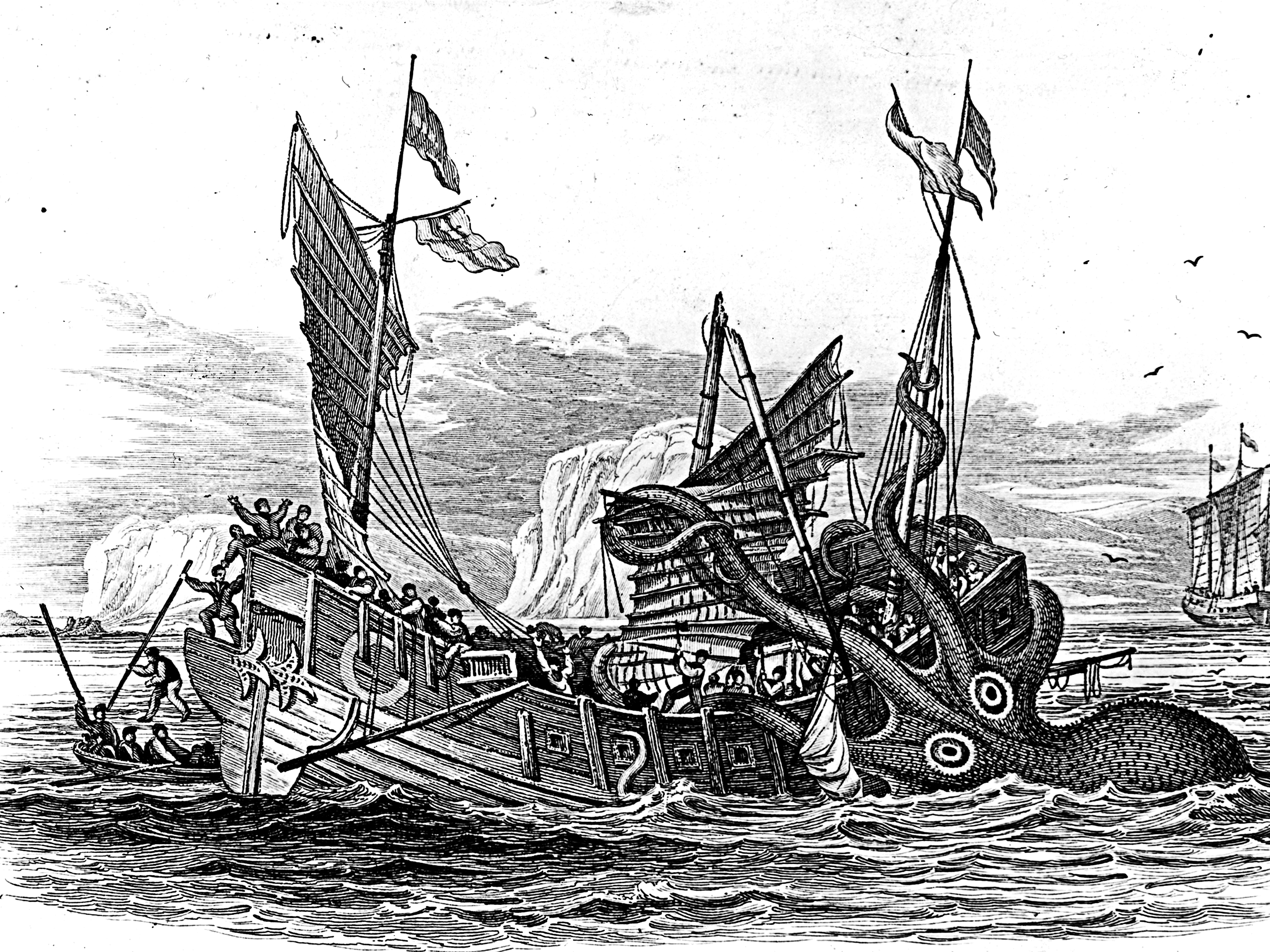
De kraken valt een schip aan

Soms meenden zeelieden een groep eilanden te zien. Als zij dichterbij voeren, bleken de eilanden te bestaan uit een massa hoofden, horens en zwaaiende tentakels, die zelfs de grootste schepen konden vastgrijpen en laten zinken. Ook zegt men dat als de kraken duikt, hij een schip kan meetrekken in de enorme draaikolk die daarbij zou ontstaan.
De verhalen rond de kraken zijn waarschijnlijk gebaseerd op waarnemingen van werkelijk bestaande dode dieren, die wellicht aangespoeld zijn op het strand.
Er worden twee mogelijkheden genoemd die verband houden met twee verschillende inktvissen:
- Het monster is bedacht naar aanleiding van waarnemingen van de werkelijk bestaande reuzenkraak (Enteroctopus dofleini), een ver familielid van de kraak of gewone achtarm (Octopus vulgaris).
- Het is ontleend aan de werkelijk bestaande reuzeninktvis. Dit is een soort pijlinktvis die alleen in de diepzee voorkomt, maar soms ook dood aanspoelt. Echter, dat dier weegt niet meer dan een edelhert en heeft ‘slechts’ een maximale lengte van 13 meter.

## Vermeldingen
Grote zeemonsters in het algemeen komen in veel mythologieën voor. Zo komt in de Odyssee van Homerus een monster voor, als Odysseus langs Scylla moet varen.

### Noordse mythologie
Hoewel de naam kraken niet voorkomt in Noordse sagen, zijn er wel soortgelijke monsters zoals de hafgufa en lyngbakr, die beschreven worden in de Örvar-Oddsaga en de Noorse tekst Konungs skuggsjá (Speculum Regale, Spiegel van de Koning) van omstreeks 1250.

### Olaus Magnus (1555)
In 1555 schreef Olaus Magnus in een boek over de geschiedenis van de Scandinaviërs over een vreemd monster. De bisschop van Nidaros vond een kraken op de kust, maar dacht dat het een rots was. Hij zette een altaar op de rug van de kraken en begon met de mis. Het monster wachtte totdat de bisschop daarmee klaar was en gleed toen zachtjes in zee en verdween in de diepte.

### Tennyson (1830)
De legende werd verspreid in het Engels door het populaire gedicht The Kraken van de jonge Alfred Tennyson dat in 1830 werd gepubliceerd. Dit gedicht is een onregelmatig sonnet:
Below the thunders of the upper deep,

Far far beneath in the abysmal sea,

His ancient, dreamless, uninvaded sleep

The kraken sleepeth: faintest sunlights flee

About his shadowy sides; above him swell

Huge sponges of millennial growth and height;

And far away into the sickly light,

From many a wondrous grot and secret cell

Unnumber'd and enormous polypi

Winnow with giant arms the slumbering green.

There hath he lain for ages, and will lie

Battening upon huge seaworms in his sleep,

Until the latter fire shall heat the deep;

Then once by man and angels to be seen,

In roaring he shall rise and on the surface die.
Het gedicht beschrijft de droomloze slaap van de kraken, in de allerdonkerste diepten van de zee. Om en boven hem groeien sponzen, millennia oud. Talloze poliepen en armen vullen het sluimerende groen. Hij ligt daar al eeuwen en zal blijven slapen, tot het laatste vuur ook de diepzee bereikt. Dan wordt hij voor het eerst door mensen en engelen gezien, als hij met zwaar gebrul omhoog komt en aan de oppervlakte sterft.

### Jules Verne (1870)
De beschrijving van Tennyson beïnvloedde Jules Verne, die een enorme octopus ten tonele voert in het boek Twintigduizend mijlen onder zee uit 1870.
Hoofdstuk I - Een beweeglijke klip begint als volgt.
Het jaar 1866 werd gekenmerkt door een zonderlinge gebeurtenis, namelijk een onverklaarbare verschijning, die niemand zeker vergeten heeft........Inderdaad had de stoomboot Gouverneur Higginson van de Calcutta-en Burmah-Compagnie, op 20 juli 1866, deze beweegbare massa op vijf kilometer van de oostkust van Australië ontmoet. Kapitein Baker meende eerst dat het een onbekende klip was; hij wilde er reeds de juiste ligging van bepalen, toen het onverklaarbare ding sissend twee waterstralen 50 meter hoog in de lucht spoot. Als dat nu geen klip was met een onderaardse warme bron die water met geweld in de hoogte spoot, dan had Gouverneur Higginson hier goed en wel te doen met een tot nog toe onbekend zoogdier, dat waterstralen met lucht en damp vermengd uit zijn kieuwen uitblies..... Overal kwam het monster in de mode: in koffiehuizen werd het bezongen, in de dagbladen bespot, zelfs op het toneel opgevoerd; het gaf schone gelegenheid om er tal van leugens op te verzinnen; als de dagbladen gebrek aan stof hadden, werden weer allerlei denkbeeldige en reusachtige wezens besproken van de witte walvis, die vreselijke "Moby Dick" uit de poolstreken tot de onmetelijke Kraken toe, waarvan de voelarmen een schip van 500 ton konden omvatten en het in de diepten van de Oceaan medeslepen. Men haalde zelfs verhalen op uit de oudheid, de meningen van Aristoteles en Plinius, die aan het bestaan van zulke monsters geloof hechtten, vervolgens de verhalen van den Noorse bisschop Pontoppidan, het relaas van Paul Heggede, en uiteindelijk het verslag van Harrington, wiens goede trouw men niet kan verdenken als hij de verzekering geeft dat hij in 1857 aan boord van de Castillaan de grote zeeslang gezien heeft, die tot nog toe slechts in de verbeelding van vroegere dagbladschrijvers bestaan had....

### Pirates of The Caribbean
De kraken kwam voor in de Disneyfilm Pirates of the Caribbean: Dead Man's Chest (2006). In deze film gehoorzaamt dit wezen de legendarische Davy Jones in zijn strijd tegen Jack Sparrow. Hij valt andere schepen aan op het commando van Jones. Eerst vernielt hij een deel van het schip, door bijvoorbeeld masten te breken. Vervolgens slaat hij met zijn twee grootste armen het schip doormidden en tilt de voor- en achterzijde van het schip op, waardoor het een V-vorm krijgt. Vervolgens plaatst hij zijn bek zo dat de hele bemanning in zijn bek schuift.

### Sea of Thieves
In het computerspel Sea of Thieves (2018) kan het schip worden aangevallen door een kraken.

### Catscratch
In de tekenfilmserie Catscratch vechten de drie katten met een kraken en verslaan hem. Daarna komt hij nog twee keer voor in deze tekenfilm.

### Clash of the Titans
In de films Clash of the Titans uit 1981 en de remake van 2010, wordt er gevochten met een kraken. De zin "Release the kraken", uitgesproken door Liam Neeson als Zeus in de filmtrailer van de remake, werd een internetmeme.
Perseus overwint de kraken door het afgehakte hoofd van Medusa voor zijn gezicht te houden, zodat hij in steen verandert en uiteen valt.

### The Fairly OddParents
In een van de afleveringen van de tekenfilmserie The Fairly OddParents, wanneer Timmy, Cosmo en Wanda naar Atlantis afdalen, worden er circa tien kraken op ze afgestuurd die opgesloten zitten achter grote houten deuren die de kraken overigens zelf kunnen vernietigen.

### Suske en Wiske
In De watersater wordt een enorme inktvis gebruikt als wapen, dat op bevel schepen kraakt.

### Yu-Gi-Oh!
In een van de afleveringen (afl. 7 - Attack from the deep) van de Japanse animeserie Yu-Gi-Oh! komen de hoofdrolspelers in aanraking met Mako Tsunami, een duelist die met een "sea-deck" speelt en een van de monsters die hij gebruikt tijdens een duel met Yugi Motou is een "Fiend Kraken", maar er bestaat ook nog een "Fire Kraken", dit is de pyroversie van de Fiend Kraken.

## Boeken over de kraken
- John Wyndham, The Kraken Wakes (1953)
- Jules Verne, 20.000 mijlen onder zee (1869-70)
- (Willy Vandersteen - Karel Biddeloo) De Rode Ridder; deel 110: De Kraken (2001)
- (Kevin Hassing, 2021). Mus & Kapitein Kwaadbaard en de koers naar de kraken.